# 佐藤正晃
佐藤 正晃（さとう まさあき、1983年 - ）は日本の映画プロデューサー、ポストプロダクションスーパーバイザー。岡山県出身。
Netflix オリジナルドラマ 「火花」ではHDR化を担当した。

## 代表作
- おしん
- さよなら歌舞伎町[2]
- Netflix 火花
- 殿、利息でござる![3]